# Bang Gui-man
Bang Gui-man (kor. 방귀만; ur. 4 maja 1983) – południowokoreański judoka. Olimpijczyk z Aten 2004, gdzie odpadł w pierwszej rundzie w wadze półlekkiej.
Uczestnik mistrzostw świata w 1995 i brązowy medalista w drużynie w 2010. Trzeci na uniwersjadzie w 1995. Dwukrotny medalista igrzysk azjatyckich w 2014. Zwycięzca igrzysk Azji Wschodniej w 2013. Zdobył cztery medale na mistrzostwach Azji w latach 2004–2009. Trzeci na akademickich MŚ w 2006 roku.

## Letnie Igrzyska Olimpijskie 2004
| Konkurencja | Rundy eliminacyjne         | Klas. końcowa |
| Konkurencja | Przeciwnik I               | Miejsce       |
| ----------- | -------------------------- | ------------- |
| 66 kg       | Henrique Guimarães (BRA) P | 1 runda       |